# 袁充
袁充（544年—618年4月11日），字德符，隋朝官员。本陈郡阳夏人，东晋南北朝以后寓居丹阳。

## 生平
袁充祖父袁昂，父亲袁君正，都是南梁侍中。袁充年少时机敏聪慧，十余岁时，其父朋友来家，当时冬初，袁充还穿着葛衫。客人和袁充开玩笑：“袁公子穿着絺啊霡啊，像风一样凉爽。”袁充应声而答：“只有絺与霡，穿着它不嫌弃。”于是很被人欣赏。出仕南陈，十七岁，为秘书郎。历任太子舍人、晋安王文学、吏部侍郎、散骑常侍。陈朝灭亡，归顺隋朝，历任蒙州、鄜州二州司马。袁充性情爱好道术，很懂得解释占候，于是领太史令。当时隋文帝将废皇太子杨勇，正彻底调查东宫官属，袁充见文帝相信符命，于是迎合进言：“我观察天象，皇太子应当废黜。”文帝说：“玄象出现很久了，群臣不敢说啊。”太史令袁充再上表称：“我隋朝兴起之后，白昼渐渐变长，开皇元年冬至那天的影长是一丈二尺七寸二分。从那以后渐渐缩短。到开皇十七年，冬至影长一丈二尺六寸三分。开皇四年冬至，在洛阳测影，一丈二尺八寸八分。开皇二年，夏至影长一尺四寸八分，自尔渐短。至十六年，夏至影一尺四寸五分。到开皇十七年，比过去短了三寸七分。太阳离北极近则日影就短，白昼就长；离北极远则日影就长，白昼就短。太阳在黄道之北运行时就离北极星近，在黄道之南运行时就离北极星远。据纬书《春秋元命包》记载：‘明在黄道之北运行，季节则正常。’《京房别对》记载：‘太平之时，太阳在黄道之北运行；盛世之时，在黄道运行；乱世之时，在黄道之南运行。’因为大隋启动了天运，感应了上天，所以日影缩短，白昼变长，这是自古少有的。”文帝上朝对百官说：“影短日长的福庆是上天的护。现在刚立太子，应当改年号，最好取日长之意作为年号。”此后工匠们服役，都增加了工作量，是因为白昼延长的缘故。壮丁工匠们都苦于白昼延长。
隋炀帝即位后，太史令袁充奏道：“皇帝即位，与尧受天命的时间吻合。”他示意百官上表庆贺。礼部侍郎许善心提出，由于“国丧刚完，不适宜称贺”，左卫大将军宇文述向来讨厌许善心，他示意御史弹劾许善心，许善心被降职为给事郎，降了两级。大业六年，转任内史舍人。跟随征辽东，拜为朝请大夫、秘书少监。其后天下大乱，隋炀帝在雁门被围，又盗贼蜂起，心不自安。于是袁充假托天文，上表陈嘉说瑞，以取媚皇帝。隋炀帝拜他为秘书令，待他非常亲信。隋炀帝每次想要征讨，袁充都能预先知道，于是假托星象，以满足皇帝心意，在位官员都痛恨他。宇文化及弑杀隋炀帝，同时诛杀秘书监袁充，时年七十五岁。

## 延伸阅读
[在维基数据编辑]
 《北史·卷074》，出自李延壽《北史》
 《隋書·卷69》，出自魏徵《隋书》